# Simrothiella margaritacea
Simrothiella margaritacea is een Solenogastressoort uit de familie van de Simrothiellidae. De wetenschappelijke naam van de soort is voor het eerst geldig gepubliceerd in 1877 door Koren & Danielssen.